# Chris Broderick
Chris Broderick (Lakewood, 6 de março de 1970) é um guitarrista e violonista norte-americano que atuou notavelmente como "lead" (guitarrista solo) da banda de thrash metal, Megadeth. Chris entrou no Megadeth em 2008, quando Glen Drover saiu da banda para se concentrar em sua família.

## História
Chris começou a tocar guitarra com 11 anos. Segundo ele, praticava no verão, quando adolescente, guitarra por cinco horas, violão por cinco horas, piano por duas horas e violino por duas horas, dando um total de 14 horas por dia. Seus estilos de música vão de música clássica até country. Chris também ensina guitarra na internet.
Broderick é um exímio guitarrista com excelente técnica, devido sua formação com o violão clássico. Por vezes toca com guitarras de sete cordas e sua marca mais utilizada é a Jackson [possui modelo Signature], amplificadores ENGL Powerball Head em um Vintage 30amp gabinete 4x12 e palhetas DiMarzio. Hoje, Chris faz uso das guitarras Jackson, modelos com 6 e 7 cordas. Possui um modelo personalizado chamado Jackson Soloist 7 Strings Chris Broderick Signature.
Chris também fez parte de outras bandas como Jag Panzer e Nevermore, sendo esta de principal destaque até seu ingresso no Megadeth.
Foi com o Megadeth que ele participou também do The Big Four ao lado de bandas como Anthrax, Slayer e Metallica, em The Big Four Live In Sofia.
- Commons

Ultima banda conhecida como fundador Act of Defiance.